# Flirt (gra)

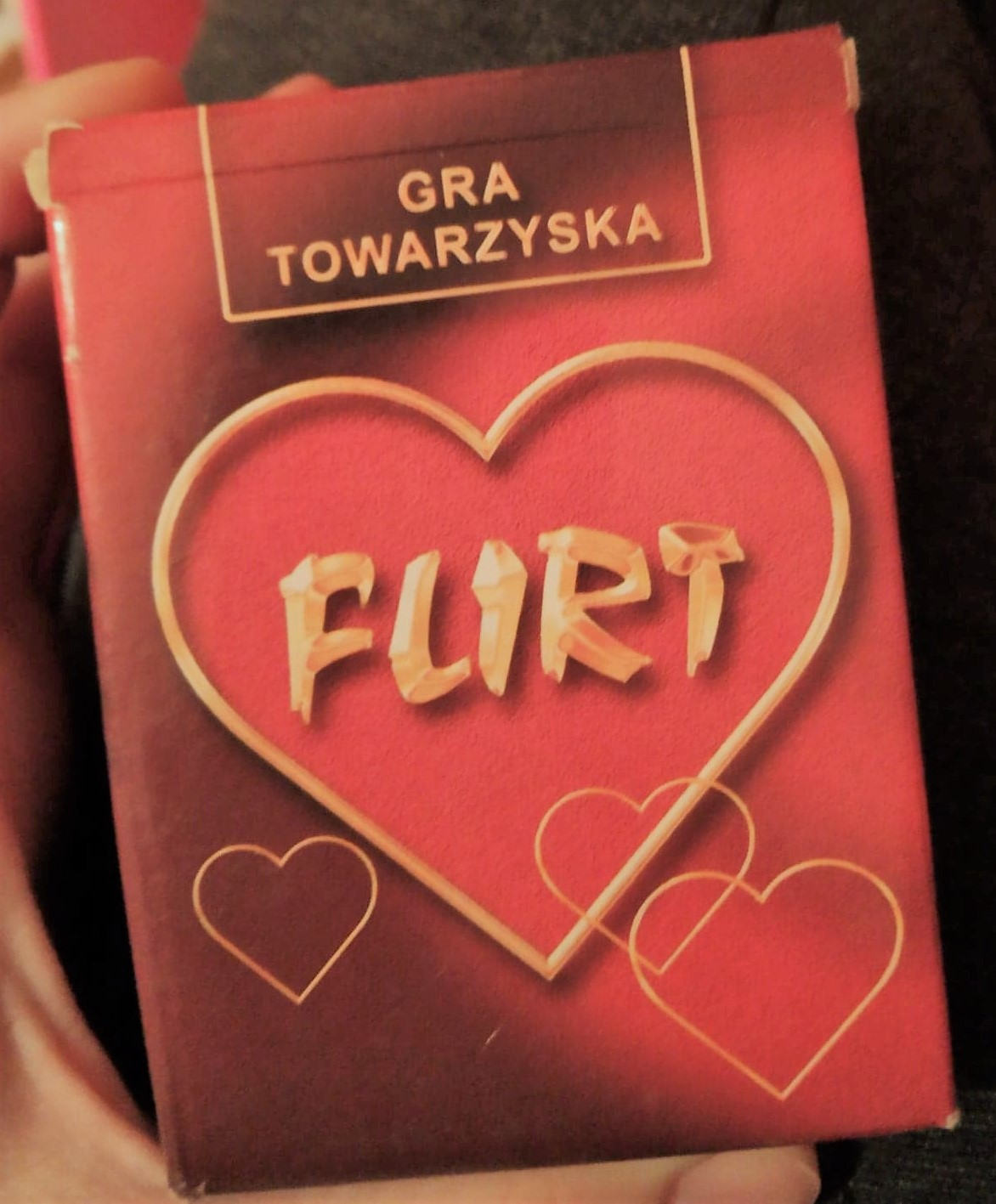

Flirt – towarzyska gra karciana, polegająca na prowadzeniu flirtu przez zdania znajdujące się na kartach.

## Talia
Talia składa się z 24 prostokątnych kart, na których znajdują się zdania ponumerowane od 1 do 16. 

## Zasady gry
Na początku rozgrywki gracze tasują karty, a następnie rozdają je po równo między wszystkich uczestników. Następnie wybrany zostaje uczestnik, rozpoczynający grę. Wytypowana osoba przygląda się swoim kartom i wybiera jedno ze zdań, po czym przekazuje ją wraz z numerem odpowiadającym temu zdaniu dowolnej osobie. Uczestnik, który otrzymał kartę, odczytuje z niej przekazane zdanie, a następnie odpowiada, podając kolejny numer znajdujący się na wybranej przez siebie karcie. W jednej chwili można przekazywać karty kilku osobom.
W rozgrywce może brać udział od 2 do 6 osób.